# Wilcoxia martinorum
Wilcoxia martinorum là một loài ruồi trong họ Asilidae. Wilcoxia martinorum được Wilcox miêu tả năm 1972. Loài này phân bố ở vùng Tân Bắc giới.